# Rajd Nowej Zelandii 2001
Rezultaty Rajdu Nowej Zelandii (31st Propecia Rally New Zealand), eliminacji Rajdowych Mistrzostw Świata w 2001 roku, który odbył się w dniach 21–23 września. Była to dziesiąta runda czempionatu w tamtym roku i szósta szutrowa, a także dziesiąta w Production World Rally Championship. Bazą rajdu było miasto Auckland. Zwycięzcami rajdu została brytyjska załoga Richard Burns i Roberta Reid w Subaru Imprezie WRC. Wyprzedzili oni rodaków Colina McRae i Nicky'ego Grista w Fordzie Focusie WRC oraz Finów Harriego Rovanperę i Risto Pietiläinena w Peugeocie 206 WRC. Z kolei w Production WRC zwyciężyli Austriacy Manfred Stohl i Peter Müller, jadący Mitsubishi Lancerem Evo VI. Rajd ten ukończyły wszystkie załogi fabryczne.

## Klasyfikacja ostateczna
| Miejsce                     | Zawodnik                  | Pilot                     | Samochód                  | Czas                      | Strata                    | Grupa                     | Punkty                    |
| WRC (pierwsza dziesiątka)   | WRC (pierwsza dziesiątka) | WRC (pierwsza dziesiątka) | WRC (pierwsza dziesiątka) | WRC (pierwsza dziesiątka) | WRC (pierwsza dziesiątka) | WRC (pierwsza dziesiątka) | WRC (pierwsza dziesiątka) |
| --------------------------- | ------------------------- | ------------------------- | ------------------------- | ------------------------- | ------------------------- | ------------------------- | ------------------------- |
| 1.                          | Richard Burns             | Robert Reid               | Subaru Impreza WRC        | 3:47:28.0                 |                           | A8 M                      | 10                        |
| 2.                          | Colin McRae               | Nicky Grist               | Ford Focus WRC            | 3:48:12.6                 | +44.6                     | A8 M                      | 6                         |
| 3.                          | Harri Rovanperä           | Risto Pietiläinen         | Peugeot 206 WRC           | 3:48:18.1                 | +50.1                     | A8                        | 4                         |
| 4.                          | Carlos Sainz              | Luís Moya                 | Ford Focus WRC            | 3:48:20.2                 | +52.2                     | A8 M                      | 3                         |
| 5.                          | Marcus Grönholm           | Timo Rautiainen           | Peugeot 206 WRC           | 3:48:23.8                 | +55.8                     | A8 M                      | 2                         |
| 6.                          | Didier Auriol             | Denis Giraudet            | Peugeot 206 WRC           | 3:48:39.3                 | +1:11.3                   | A8 M                      | 1                         |
| 7.                          | Petter Solberg            | Phil Mills                | Subaru Impreza WRC        | 3:49:43.8                 | +2:15.8                   | A8 M                      |                           |
| 8.                          | Tommi Mäkinen             | Risto Mannisenmäki        | Mitsubishi Lancer Evo VI  | 3:49:49.0                 | +2:21.0                   | A8 M                      |                           |
| 9.                          | Alister McRae             | David Senior              | Hyundai Accent WRC        | 3:51:01.8                 | +3:33.8                   | A8 M                      |                           |
| 10.                         | Kenneth Eriksson          | Staffan Parmander         | Hyundai Accent WRC        | 3:51:49.9                 | +4:21.9                   | A8 M                      |                           |
| PWRC (punktujący zawodnicy) |                           |                           |                           |                           |                           |                           |                           |
| 1. (16.)                    | Manfred Stohl             | Peter Müller              | Mitsubishi Lancer Evo VI  | 3:58:33.1                 |                           | N4                        | 10                        |
| 2. (18.)                    | Gabriel Pozzo             | Daniel Stillo             | Mitsubishi Lancer Evo VI  | 4:01:24.5                 | +2:51.4                   | N4                        | 6                         |
| 3. (20.)                    | Fumio Nutahara            | Satoshi Hayashi           | Mitsubishi Lancer Evo VII | 4:03:22.2                 | +4:49.1                   | N4                        | 4                         |
| 4. (21.)                    | Stig Blomqvist            | Ana Goñi                  | Mitsubishi Lancer Evo VI  | 4:03:42.2                 | +5:09.1                   | N4                        | 3                         |
| 5. (24.)                    | Kevin Holmes              | Garry Cowan               | Mitsubishi Lancer Evo VI  | 4:04:29.9                 | +5:56.8                   | N4                        | 2                         |
| 6. (25.)                    | Reece Jones               | Leo Bult                  | Mitsubishi Lancer Evo VI  | 4:05:37.8                 | +7:04.7                   | N4                        | 1                         |

1. ↑  Litera M przy oznaczeniu grupy do której należy samochód oznacza, iż tylko ci kierowcy zdobywali punkty dla swoich zespołów liczonych w klasyfikacji producentów na koniec sezonu.

## Zwycięzcy odcinków specjalnych
| Dzień      | Odcinek | G. rozp. | Nazwa           | Długość  | Zwycięzca       | Czas    | Lider rajdu      |
| ---------- | ------- | -------- | --------------- | -------- | --------------- | ------- | ---------------- |
| 1 (21 WRZ) | SS1     | 08:33    | Te Akau North   | 32.37 km | Marcus Grönholm | 18:04.6 | Marcus Grönholm  |
| 1 (21 WRZ) | SS2     | 10:41    | Maungatawhiri   | 6.52 km  | Petter Solberg  | 3:39.8  | Marcus Grönholm  |
| 1 (21 WRZ) | SS3     | 11:04    | Te Papatapu 1   | 16.62 km | Petter Solberg  | 11:00.2 | Marcus Grönholm  |
| 1 (21 WRZ) | SS4     | 11:37    | Te Hutewai      | 11.32 km | Marcus Grönholm | 8:03.7  | Marcus Grönholm  |
| 1 (21 WRZ) | SS5     | 13:08    | Whaanga Coast   | 29.52 km | Didier Auriol   | 21:28.2 | Marcus Grönholm  |
| 1 (21 WRZ) | SS6     | 13:51    | Te Papatapu 2   | 16.62 km | Colin McRae     | 10:49.1 | Kenneth Eriksson |
| 1 (21 WRZ) | SS7     | 18:30    | Manukau Super 1 | 2.10 km  | Carlos Sainz    | 1:21.6  | Kenneth Eriksson |
| 1 (21 WRZ) | SS8     | 19:00    | Manukau Super 2 | 2.10 km  | Carlos Sainz    | 1:20.1  | Kenneth Eriksson |
| 2 (22 WRZ) | SS9     | 09:53    | Parahi - Ararua | 59.00 km | Harri Rovanperä | 33:59.9 | Richard Burns    |
| 2 (22 WRZ) | SS10    | 12:51    | Batley          | 19.82 km | Richard Burns   | 10:55.9 | Richard Burns    |
| 2 (22 WRZ) | SS11    | 13:24    | Waipu Gorge     | 11.24 km | Richard Burns   | 6:31.2  | Richard Burns    |
| 2 (22 WRZ) | SS12    | 13:42    | Brooks          | 16.03 km | Richard Burns   | 9:44.6  | Richard Burns    |
| 2 (22 WRZ) | SS13    | 14:10    | Paparoa Station | 11.64 km | Richard Burns   | 6:17.9  | Richard Burns    |
| 2 (22 WRZ) | SS14    | 15:50    | Cassidy         | 21.64 km | Didier Auriol   | 12:23.9 | Richard Burns    |
| 2 (22 WRZ) | SS15    | 16:33    | Mititai         | 26.77 km | Richard Burns   | 13:42.3 | Richard Burns    |
| 2 (22 WRZ) | SS16    | 17:16    | Tokatoka        | 10.15 km | Richard Burns   | 5:19.3  | Richard Burns    |
| 3 (23 WRZ) | SS17    | 08:38    | Otorohea Trig   | 4.62 km  | Marcus Grönholm | 3:06.0  | Richard Burns    |
| 3 (23 WRZ) | SS18    | 09:06    | Te Akau South   | 31.24 km | Carlos Sainz    | 18:45.0 | Richard Burns    |
| 3 (23 WRZ) | SS19    | 11:14    | Ridge 1         | 8.53 km  | Marcus Grönholm | 4:47.1  | Richard Burns    |
| 3 (23 WRZ) | SS20    | 11:21    | Campbell 1      | 7.44 km  | Petter Solberg  | 3:55.7  | Richard Burns    |
| 3 (23 WRZ) | SS21    | 11:45    | Ridge 2         | 8.53 km  | Marcus Grönholm | 4:41.4  | Richard Burns    |
| 3 (23 WRZ) | SS22    | 11:58    | Campbell 2      | 7.44 km  | Petter Solberg  | 3:50.9  | Richard Burns    |
| 3 (23 WRZ) | SS23    | 12:41    | Fyfe 1          | 10.60 km | Petter Solberg  | 5:42.6  | Richard Burns    |
| 3 (23 WRZ) | SS24    | 13:04    | Fyfe 2          | 10.60 km | Petter Solberg  | 5:32.6  | Richard Burns    |

## Klasyfikacja po 10 rundach
Tabele przedstawiają tylko pięć pierwszych miejsc.

### Kierowcy
| Lp. | Kierowca        | Pkt |
| --- | --------------- | --- |
| 1   | Colin McRae     | 40  |
| 2   | Tommi Mäkinen   | 40  |
| 3   | Richard Burns   | 31  |
| 4   | Carlos Sainz    | 30  |
| 5   | Harri Rovanperä | 27  |

### Producenci
| Lp. | Producent                    | Pkt |
| --- | ---------------------------- | --- |
| 1   | Ford Martini                 | 76  |
| 2   | Marlboro Mitsubishi Ralliart | 66  |
| 3   | Subaru World Rally Team      | 46  |
| 4   | Peugeot Total                | 44  |
| 5   | Škoda Motorsport             | 15  |